# Manuela Mager
Manuela Mager (n. 11 iulie 1962, Dresda, RDG) este o patinatoare artistică ce a reprezentat Republica Democrată Germană, medaliată olimpică. A participat la o ediție a Jocurilor Olimpice (1980) în care a câștigat o medalie de bronz.

## Participări
Lista de mai jos prezintă principalele competiții la care a participat Manuela Mager de-a lungul carierei.
- figure skating at the 1980 Winter Olympics – pairs[*]